# Dibër (præfektur)
Dibër er et af Albaniens tolv præfekturer. Administrationscenteret er byen Dibër.  1. januar 2017 havde præfekturet 125.579 indbyggere.
Præfekturet består af kommunerne Bulqizë, Dibër, Klos og Mat. Det dækker de tidligere distrikter Bulqizë, Dibër og Mat.